# Râul Muncelu, Suha
Râul Muncelu este un curs de apă, afluent al râului Suha. 

## Hărți
- Harta județului Suceava